# North Bellport
North Bellport és una concentració de població designada pel cens dels Estats Units a l'estat de Nova York. Segons el cens del 2000 tenia 9.007 habitants.

## Demografia
Segons el cens del 2000, North Bellport tenia 9.007 habitants, 2.349 habitatges, i 2.036 famílies. La densitat de població era de 747,9 habitants per km².
Dels 2.349 habitatges en un 49,5% hi vivien nens de menys de 18 anys, en un 57,1% hi vivien parelles casades, en un 23,6% dones solteres, i en un 13,3% no eren unitats familiars. En el 8,9% dels habitatges hi vivien persones soles el 2,8% de les quals corresponia a persones de 65 anys o més que vivien soles. El nombre mitjà de persones vivint en cada habitatge era de 3,75 i el nombre mitjà de persones que vivien en cada família era de 3,91.
Per edats la població es repartia de la següent manera: un 33,6% tenia menys de 18 anys, un 10,3% entre 18 i 24, un 29,6% entre 25 i 44, un 20,2% de 45 a 60 i un 6,4% 65 anys o més.
L'edat mediana era de 30 anys. Per cada 100 dones de 18 o més anys hi havia 91,7 homes.
La renda mediana per habitatge era de 55.145 $ i la renda mediana per família de 56.140 $. Els homes tenien una renda mediana de 38.099 $ mentre que les dones 27.939 $. La renda per capita de la població era de 16.733 $. Entorn de l'11,5% de les famílies i el 15,5% de la població estaven per davall del llindar de pobresa.